# かえで (タレント)
かえで（1991年8月6日 - ）は、日本のタレント、モデル。オムニア所属。兵庫県出身。

## 人物・概要
趣味は舞台鑑賞、可愛いもの探し。特技は人の顔を覚えること、歌うこと

## 出演

### テレビ
- TBSテレビ 『山里と100人の美女 真夏の女子会 大告白SP』

### ラジオ
- FM OSAKA『Branding Hit OSAKA』（レギュラー）
- レインボータウンFM『あすか美生のDream ドライヴ』（ゲスト）
- @FM『Branding Hit TOKAI』
- 文化放送『レコメン!』

### イベント
- Call Me!
- GirlsAward
- KERA Fes
- シンデレラフェス

など

### 雑誌
- Seventeen （集英社）
- KERA （モール・オブ・ティーヴィー）

### ウェブ
- Call Me!
- ニコニコ生放送
- 美人スナップ

### 広告
- 花王 「ケープ」
- 任天堂 「ニンテンドーDS」
- 玉屋 「LODISPOTTO」
- ベネッセ 「進研ゼミ高校生講座」

## コラボ商品
- プリスマ 「iPhoneケース」
- LODISPOTTO 「セットアップ、ポーチ」
- オリジナルブランド 「primp doll.」